# زکلیزین
زکلیزین (به لاتین: Zakliczyn) یک شهر و گمینا در لهستان است که در گمینا زاکلیچن واقع شده‌است. زکلیزین ۴٫۰۲ کیلومتر مربع مساحت و ۱٬۵۵۶ نفر جمعیت دارد.